# Pif y Hércules
Pif y Hércules (en Francés: Pif et Hercule) es una serie animada francesa basada en la tira cómica homónima de José Cabrero Arnal, y que fue producida por Col Ima Son entre 1989 y 1990. Consta de 130 episodios de 13 minutos cada uno. Esta serie cuenta las aventuras y desventuras del perro Pif y su amigo el gato Hércules, un dúo que siempre va a todos lados juntos, a pesar de que ambos no se llevan bien.
El estilo de animación recuerda a los dibujos animados de la los años 20 y 30, incluyendo elementos típicos de la animación en esos años, como los objetos inanimados que tienen vida propia.

## Origen
Los personajes fueron creados por José Cabrero Arnal para el - por entonces - periódico del Partido Comunista Francés, L'Humanité. Pif fue presentado el 28 de marzo de 1948, y el gato Hércules fue creado 2 años más tarde.
Las Aventuras de Pif y Hércules aparecieron también en la columnas del periódico británico The Daily Worker (llamado después The Morning Star) hasta mediados de los años '70.
Después Pif tuvo su propia revista, Pif Gadget, la cual también fue muy popular. Al igual que se hacía en muchas historietas de Pif y Hércules, también se ofrecía un juguete en cada número de Pif Gadget. Hércules tuvo su propia revista como Pif, esta se llamó Super Hercule, y tenía una orientación más cómica que la anteriormente mencionada.

## Doblaje
| Personaje | Actor/Actriz         |
| --------- | -------------------- |
| Pif       | Yamil Atala          |
| Hércules  | Luis Alfonso Mendoza |